# Кетамин
Кетамин је дисоцијативани анестетик који се углавном користи у ветеринарској пракси. Кетамин се обично убризгава интрамускуларно. Кетамин делује на врсту рецептора глутамат ( рецептор) при производњи својих ефеката.
Према најновијем истраживању британских научника мала доза кетамина има веома позитиван утицај на пацијенте који пате од тешке депресије. Тест је обављен на групи пацијената на које чак шест врста конвенционалне терапије није имало утицаја. Кетамин је код њих изазвао значајно смањење симптома већ у првих 100 минута након узимања. За разлику од њега нормалне терапије обично захтевају више дана редовног узимања пре него покажу неке ефекте. Ефекат једне дозе кетамина осећао се код пацијената чак око недељу дана.
Интоксикација малом дозом резултује погоршањем пажње, способности учења и памћења. У већим дозама, кетамине може изазвати бунилне фазе и халуцинације, а у највећим може изазвати кетамин бунило и амнезију.
Извештаји људи који су користили кетамин показују да су ти људи показивали знакове бунила и понашање је слично као што се види код неких кокаинских или амфетаминских зависничких група. Кетамински корисници могу развити знакове толеранције и жудње за дрогом.
Оболели од кетаминског предозирања се лече кроз супортивну бригу и негу током акутних симптома, са посебним нагласком на срчане и дисајне функције.